# 다니에우 필류

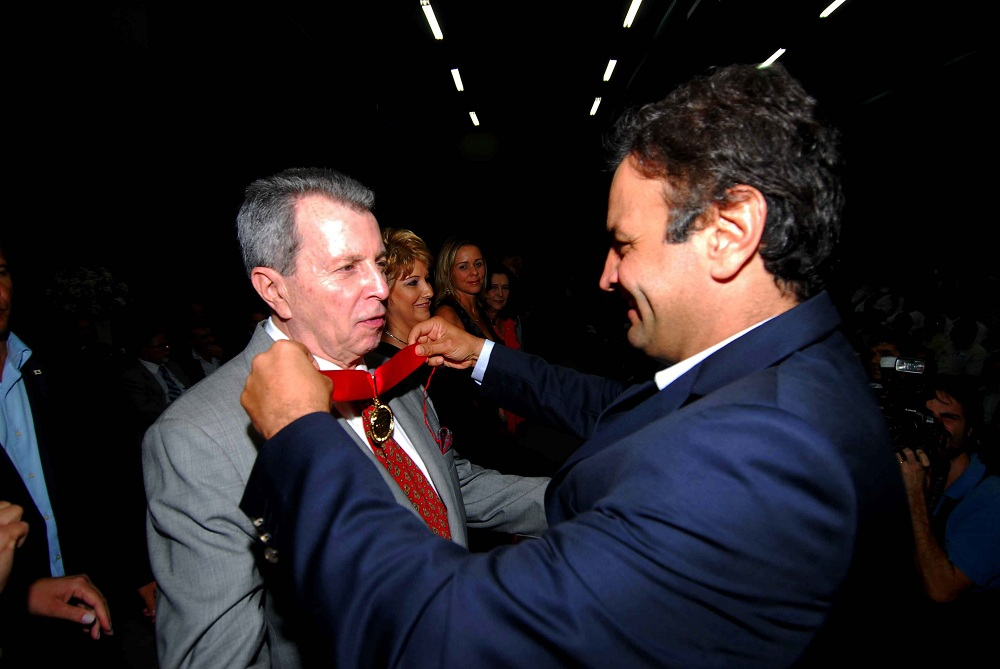

다니에우 필류(포르투갈어: Daniel Filho, 1937년 9월 30일 ~ )는 브라질의 영화 프로듀서, 영화 감독, 각본가, 배우, 영화배우, 텔레비전 배우이다.
리우데자네이루에서 태어났다.

## 영화
- 더 아뮬렛 (2015년)
- 베수로 (2009년)
- 인비저블 우먼 (2009년)
- 내가 당신이라면 2 (2009년)
- 낫 바이 찬스 (2007년)
- 우리 부모가 휴가를 떠난 해 (2006년)
- 내가 당신이라면 (2006년)
- 프란시스코의 두 아들 (2005년)
- 모래의 집 (2005년)
- 섹스, 사랑 그리고 배신 (2004년)
- 카란디루 (2003년)
- 시티 오브 갓 (2002년)